# الحرجة (المخادر)

تعديل مصدري - تعديل

الحرجة هي إحدى قرى عزلة بضعة بمديرية المخادر التابعة لمحافظة إب، بلغ تعداد سكانها 221 نسمة حسب تعداد اليمن لعام 2004.